# Friedrich Dammers
Friedrich Dammers (* 6. September 1818 in Nienburg/Weser; † 15. Mai 1887 in Dresden) war ein deutscher Generalmajor im Königreich Hannover.

## Leben
Von 1840 bis 1844 besuchte Dammer in Hannover die dortige Generalstabsakademie. Er nahm 1848 am Schleswig-Holsteinischen Krieg teil und wurde mit dem Guelphen-Orden ausgezeichnet. Als Bataillonskommandeur befehligte er hannoversche Truppen auch während der Bundesexekution gegen die Herzogtümer Holstein und Lauenburg 1863/64 und war zugleich Kommandeur der Bundestruppen in Rendsburg.  1866 berief ihn Georg V. von Hannover in die zweite Kammer der Ständeversammlung und ernannte ihn während des Deutschen Krieges am 17. Mai 1866 als Nachfolger von Wilhelm von Tschirschnitz zu seinem Generaladjudanten und persönlichen militärischen Berater. Nach der Kapitulation Hannovers im selben Jahr und der Annexion durch Preußen schied Dammers aus dem Dienst, blieb jedoch wichtiger Vertrauter von Georg V. bis zu dessen Tod.

## Veröffentlichungen
- Erinnerungen und Erlebnisse des königlich hannoverschen Generalmajor Georg Friedrich Ferdinand Dammers, letztem General-Adjutanten des Königs Georg V. von Hannover. Helwing, Hannover 1890.